# パソドブレ

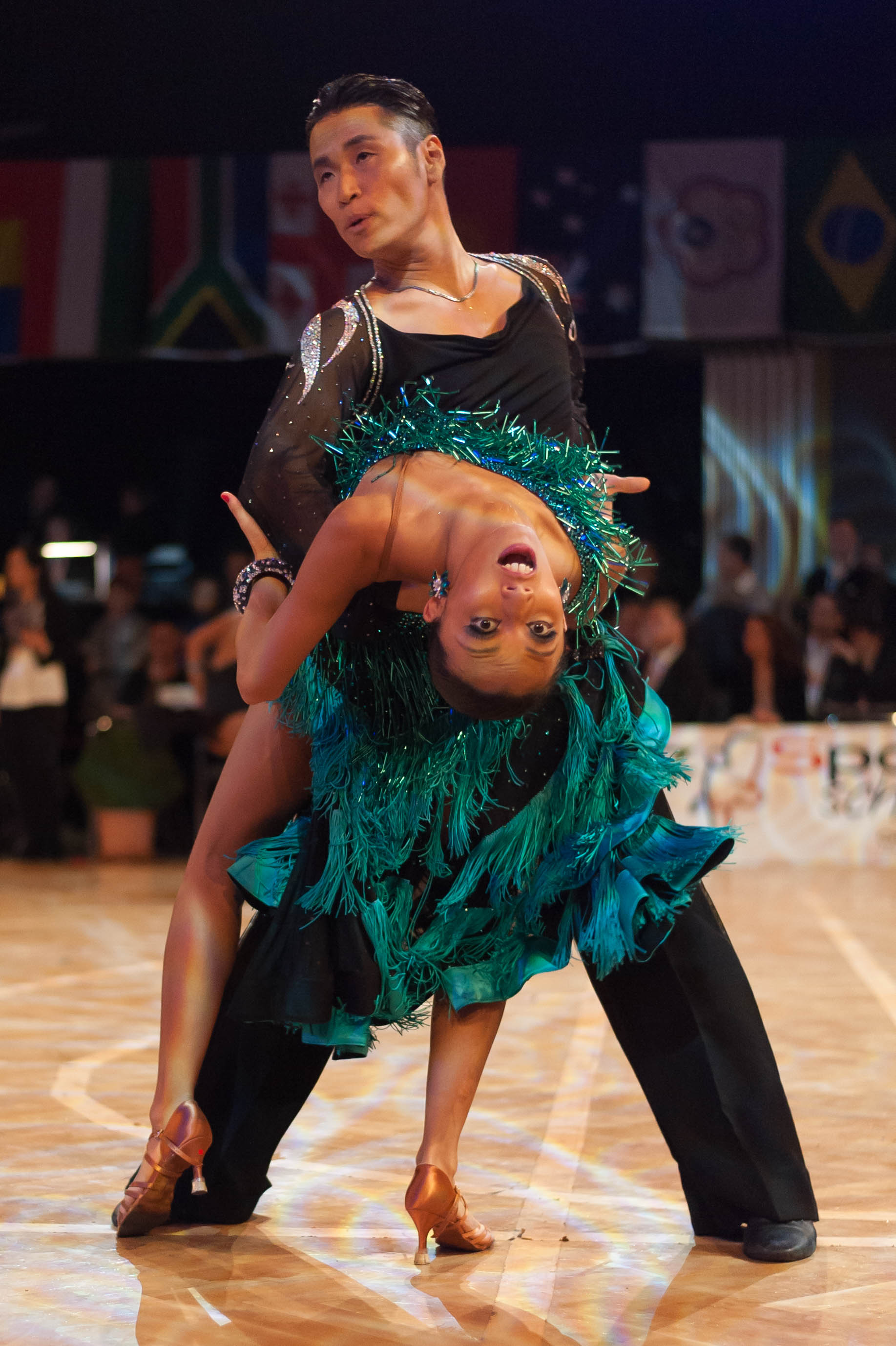
パソドブレ

パソドブレ(Paso doble)は、スペインの闘牛とフラメンコをイメージしたダンス。競技ダンスではラテンダンスに分類される。社交ダンスでは、一般的にリーダー（男性）はマタドール（闘牛士）、パートナー（女性）はカポーテ（闘牛に使われる赤いケープ）と、時には闘牛をイメージして踊られる。
バズ・ラーマン監督の映画『ダンシング・ヒーロー』のクライマックスでも踊られている。
その他のラテンダンス4種目は女性が主役なのに対して、パソドブレは男性が主役となる。

## 音楽とテンポ
パソドブレの音楽の拍子記号は2/4でテンポは1分間に60～62小節である。時として3拍子の要素が入って6/8拍子で演奏されることもある。

## ベーシック・フィガー
- シュール・プラス
- ユイット
- セパレーション
- シャッセ・ケープ

## 著名な曲
- アンパリト・ロカ（Amparito Roca）
- エスパーニャ・カーニ（España cañí）
- エル・ガト・モンテス（El gato montés）
- バレンシア（Valencia）